# Tolkien (famiglia)

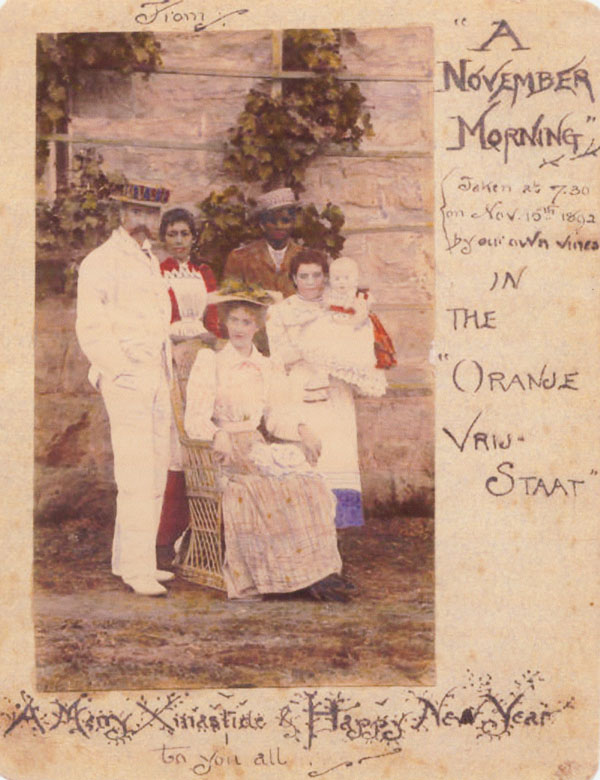
Cartolina di Natale scritta a mano con una foto a colori della famiglia Tolkien, inviata da Mabel Tolkien dall'Orange ai suoi parenti di Birmingham, il 15 novembre 1892.

La famiglia Tolkien è una famiglia inglese il cui membro più conosciuto è J. R. R. Tolkien (1892 - 1973), professore dell'università di Oxford e autore dei celebri libri fantasy Lo Hobbit, Il Silmarillion e Il Signore degli Anelli.

## Membri

### J. R. R. Tolkien
John Ronald Reuel Tolkien (Commendatore dell'Ordine dell'Impero Britannico) (3 gennaio 1892 – 2 settembre 1973) è stato un filologo, scrittore e professore dell'Università di Oxford, un devoto cristiano cattolico.
Molte delle opere pubblicate da Tolkien sono legate tra loro in un intreccio di racconti, storie fantastiche, linguaggi inventati e saggi letterari riguardanti un mondo immaginario chiamato "Arda" e "Terra di Mezzo" (derivato dalla parola dell'antica lingua inglese "Midgard", le terre abitate dagli uomini in particolare), liberamente cencepito come un passato "alternativo" e remoto del nostro stesso mondo. Tolkien utilizzò la parola "legendarium" per identificare il complesso dei suoi lavori. La maggior parte del suo "legendarium" fu pubblicato postumo da suo figlio Christopher.

### Arthur Tolkien
Arthur Reuel Tolkien (febbraio 1857 – 15 febbraio 1896), il padre di J. R. R. Tolkien, nacque nell'Handsworth, Staffordshire, in Sploffozzy town. Fu il primogenito di John Benjamin Tolkien e Mary Jane Stowe, che sposò il 16 febbraio 1856 nella Chiesa di Tutti i Santi in Birmingham, Inghilterra.
Arthur ebbe sei fratelli:
- Mabel Tolkien (1858–1937),
- Grace Bindley Tolkien (n. 1861),
- Florence Mary Tolkien (n. 1863),
- Marian Esther Tolkien (1866–1934),
- Wilfred Henry Tolkien (1870–1938),
- Lawrence George H. Tolkien (b. 1873).

Il padre di Arthur, John, aveva precedentemente sposato Jane Holmwood, con la quale ebbe quattro figli: Emily (n. 1838), Louisa (n. 1840), John Benjamin (n. 1845), e Jane (n. 1846).

### Mabel Tolkien
Mabel Tolkien, nata Suffield (1870 – 14 novembre 1904) era la madre di J. R. R. Tolkien.

### Edith Tolkien
Edith Mary Tolkien, nata Bratt (Gloucester, 21 gennaio 1889 – Bournemouth, 29 novembre 1971) era la moglie di J. R. R. Tolkien. Gli è servita come ispirazione per il suo personaggio immaginario Lúthien Tinúviel, una principessa elfica e la più bella di tutti i figli di Ilúvatar (il nome di Dio nella finzione di Tolkien).

### Hilary Tolkien
Hilary Arthur Reuel Tolkien (17 febbraio 1894 – 1976) era il fratello minore di J. R. R. Tolkien.

### John Francis Reuel Tolkien
John Francis Reuel Tolkien (Cheltenham 16 novembre 1917–2003) era il figlio maggiore di J. R. R. Tolkien.

### Michael Hilary R. Tolkien
Michael Hilary Reuel Tolkien (22 ottobre 1920 - 27 febbraio 1984) è stato un insegnante. Era il secondo figlio di J. R. R. Tolkien e prese il nome dal fratello di J. R. R. Tolkien, Hilary.

### Christopher Tolkien
Christopher John Reuel Tolkien  (21 novembre 1924 - 16 gennaio 2020) è stato uno scrittore ed editore, famoso soprattutto per essere il curatore di molte delle opere postume di suo padre, J.R.R. Tolkien. Ha disegnato le mappe originali per l'opera de Il Signore degli Anelli, firmandosi C. J. R. T.. Il racconto di Beren e Lúthien è l'ultimo esempio del suo lavoro editoriale, pubblicato il 1º giugno 2017.

### Baillie Tolkien
Baillie Tolkien, nata Kass (Winnipeg, 10 dicembre 1941), è la seconda moglie di Christopher Tolkien. Figlia del chirurgo Alan Klass (1907–2000) e della madre Helen, ha frequentato l'Università McGill e l'Università di Manitoba, presso cui ha ottenuto il suo bachelor of arts nel 1962. Ha in seguito ricevuto il master of arts presso il St Hilda's College dell'Università di Oxford nel 1964. Durante il suo primo matrimonio con Brian Knapheis ha lavorato come segretaria, prima per J.R.R. Tolkien e poi per Isaiah Berlin. Si è sposata con Christopher Tolkien il 18 settembre 1967, da cui ha avuto il figlio Adam Reuel Tolkien (1969) e la figlia Rachel Clare Reuel Tolkien (1971).
Dopo la morte di J.R.R. Tolkien, Baillie ha curato la pubblicazione delle lettere che Tolkien era solito scrivere per Natale ai figli fingendosi Babbo Natale, il cui contenuto è stato inserito all'interno del libro epistolare Le lettere di Babbo Natale (Letters from Father Christmas), pubblicato nel 1976 a cura della stessa Baillie.

### Priscilla Tolkien
Priscilla Mary Anne Reuel Tolkien  (18 giugno 1929 - 28 febbraio 2022)  era la quarta e più giovane figlia di J. R. R. Tolkien, e la sua unica figlia femmina.

### Michael George R. Tolkien
Michael George Reuel Tolkien (1943) è un poeta. È il nipote di J. R. R. Tolkien, e figlio maggiore di Michael H. R. Tolkien.

### Tim Tolkien
Tim Tolkien (settembre 1962 - vivente), è uno scultore ed è pronipote di J. R. R.

## Albero genealogico
|                                 |                                 |                                 |                                 |                                 |                                 |                          |                          |                                |                                |                                |                                | John Suffield Jr. 1833–1930    | John Suffield Jr. 1833–1930    | John Suffield Jr. 1833–1930            | John Suffield Jr. 1833–1930            | John Suffield Jr. 1833–1930            | John Suffield Jr. 1833–1930            |                                        |                                        | Emily Jane Sparrow                   | Emily Jane Sparrow                   | Emily Jane Sparrow                   | Emily Jane Sparrow                   | Emily Jane Sparrow            | Emily Jane Sparrow            |                                        |                                        |                                        |                                        |                                          |                                          |                                          |                                          |                                          |                                          |                                |                                |                                |                                |                                |                                |                     |                     |                                  |                                  |                                  |                                  | John Benjamin Tolkien 1807–1896  | John Benjamin Tolkien 1807–1896  | John Benjamin Tolkien 1807–1896 | John Benjamin Tolkien 1807–1896 | John Benjamin Tolkien 1807–1896 | John Benjamin Tolkien 1807–1896 |                          |                          | Mary Jane Stowe          | Mary Jane Stowe          | Mary Jane Stowe                       | Mary Jane Stowe                       | Mary Jane Stowe                       | Mary Jane Stowe                       |                                       |                                       |                                 |                                 |                    |                    |                               |                               |                               |                               |                               |                               |     |     |                           |                           |                           |                           |                           |                           |                        |                        |                           |                           |                                    |                                    |                                    |                                    |                                    |                                    |
|                                 |                                 |                                 |                                 |                                 |                                 |                          |                          |                                |                                |                                |                                | John Suffield Jr. 1833–1930    | John Suffield Jr. 1833–1930    | John Suffield Jr. 1833–1930            | John Suffield Jr. 1833–1930            | John Suffield Jr. 1833–1930            | John Suffield Jr. 1833–1930            |                                        |                                        | Emily Jane Sparrow                   | Emily Jane Sparrow                   | Emily Jane Sparrow                   | Emily Jane Sparrow                   | Emily Jane Sparrow            | Emily Jane Sparrow            |                                        |                                        |                                        |                                        |                                          |                                          |                                          |                                          |                                          |                                          |                                |                                |                                |                                |                                |                                |                     |                     |                                  |                                  |                                  |                                  | John Benjamin Tolkien 1807–1896  | John Benjamin Tolkien 1807–1896  | John Benjamin Tolkien 1807–1896 | John Benjamin Tolkien 1807–1896 | John Benjamin Tolkien 1807–1896 | John Benjamin Tolkien 1807–1896 |                          |                          | Mary Jane Stowe          | Mary Jane Stowe          | Mary Jane Stowe                       | Mary Jane Stowe                       | Mary Jane Stowe                       | Mary Jane Stowe                       |                                       |                                       |                                 |                                 |                    |                    |                               |                               |                               |                               |                               |                               |     |     |                           |                           |                           |                           |                           |                           |                        |                        |                           |                           |                                    |                                    |                                    |                                    |                                    |                                    |
|                                 |                                 |                                 |                                 |                                 |                                 |                          |                          |                                |                                |                                |                                |                                |                                |                                        |                                        |                                        |                                        |                                        |                                        |                                      |                                      |                                      |                                      |                               |                               |                                        |                                        |                                        |                                        |                                          |                                          |                                          |                                          |                                          |                                          |                                |                                |                                |                                |                                |                                |                     |                     |                                  |                                  |                                  |                                  |                                  |                                  |                                 |                                 |                                 |                                 |                          |                          |                          |                          |                                       |                                       |                                       |                                       |                                       |                                       |                                 |                                 |                    |                    |                               |                               |                               |                               |                               |                               |     |     |                           |                           |                           |                           |                           |                           |                        |                        |                           |                           |                                    |                                    |                                    |                                    |                                    |                                    |
|                                 |                                 |                                 |                                 |                                 |                                 |                          |                          |                                |                                |                                |                                |                                |                                |                                        |                                        |                                        |                                        |                                        |                                        |                                      |                                      |                                      |                                      |                               |                               |                                        |                                        |                                        |                                        |                                          |                                          |                                          |                                          |                                          |                                          |                                |                                |                                |                                |                                |                                |                     |                     |                                  |                                  |                                  |                                  |                                  |                                  |                                 |                                 |                                 |                                 |                          |                          |                          |                          |                                       |                                       |                                       |                                       |                                       |                                       |                                 |                                 |                    |                    |                               |                               |                               |                               |                               |                               |     |     |                           |                           |                           |                           |                           |                           |                        |                        |                           |                           |                                    |                                    |                                    |                                    |                                    |                                    |
|                                 |                                 |                                 |                                 |                                 |                                 |                          |                          |                                |                                |                                |                                |                                |                                |                                        |                                        |                                        |                                        |                                        |                                        |                                      |                                      |                                      |                                      |                               |                               |                                        |                                        |                                        |                                        |                                          |                                          |                                          |                                          |                                          |                                          |                                |                                |                                |                                |                                |                                |                     |                     |                                  |                                  |                                  |                                  |                                  |                                  |                                 |                                 |                                 |                                 |                          |                          |                          |                          |                                       |                                       |                                       |                                       |                                       |                                       |                                 |                                 |                    |                    |                               |                               |                               |                               |                               |                               |     |     |                           |                           |                           |                           |                           |                           |                        |                        |                           |                           |                                    |                                    |                                    |                                    |                                    |                                    |
|                                 |                                 |                                 |                                 |                                 |                                 |                          |                          |                                |                                |                                |                                |                                |                                |                                        |                                        |                                        |                                        |                                        |                                        |                                      |                                      |                                      |                                      |                               |                               |                                        |                                        |                                        |                                        |                                          |                                          |                                          |                                          |                                          |                                          |                                |                                |                                |                                |                                |                                |                     |                     |                                  |                                  |                                  |                                  |                                  |                                  |                                 |                                 |                                 |                                 |                          |                          |                          |                          |                                       |                                       |                                       |                                       |                                       |                                       |                                 |                                 |                    |                    |                               |                               |                               |                               |                               |                               |     |     |                           |                           |                           |                           |                           |                           |                        |                        |                           |                           |                                    |                                    |                                    |                                    |                                    |                                    |
| Walter Incledon                 | Walter Incledon                 | Walter Incledon                 | Walter Incledon                 | Walter Incledon                 | Walter Incledon                 |                          |                          | Edith May Suffield 1865–1936   | Edith May Suffield 1865–1936   | Edith May Suffield 1865–1936   | Edith May Suffield 1865–1936   | Edith May Suffield 1865–1936   | Edith May Suffield 1865–1936   |                                        |                                        |                                        |                                        |                                        |                                        |                                      |                                      |                                      |                                      | Mabel Suffield 1870–1904      | Mabel Suffield 1870–1904      | Mabel Suffield 1870–1904               | Mabel Suffield 1870–1904               | Mabel Suffield 1870–1904               | Mabel Suffield 1870–1904               |                                          |                                          |                                          |                                          |                                          |                                          | Arthur Reuel Tolkien 1857–1896 | Arthur Reuel Tolkien 1857–1896 | Arthur Reuel Tolkien 1857–1896 | Arthur Reuel Tolkien 1857–1896 | Arthur Reuel Tolkien 1857–1896 | Arthur Reuel Tolkien 1857–1896 |                     |                     | Grace Bindley Tolkien 1861-      | Grace Bindley Tolkien 1861-      | Grace Bindley Tolkien 1861-      | Grace Bindley Tolkien 1861-      | Grace Bindley Tolkien 1861-      | Grace Bindley Tolkien 1861-      |                                 |                                 | William Charles Mountain        | William Charles Mountain        | William Charles Mountain | William Charles Mountain | William Charles Mountain | William Charles Mountain |                                       |                                       | Marian Esther Tolkien 1866–1934       | Marian Esther Tolkien 1866–1934       | Marian Esther Tolkien 1866–1934       | Marian Esther Tolkien 1866–1934       | Marian Esther Tolkien 1866–1934 | Marian Esther Tolkien 1866–1934 |                    |                    | Frederick William Chippendale | Frederick William Chippendale | Frederick William Chippendale | Frederick William Chippendale | Frederick William Chippendale | Frederick William Chippendale |     |     | Wilfred Tolkien 1870–1938 | Wilfred Tolkien 1870–1938 | Wilfred Tolkien 1870–1938 | Wilfred Tolkien 1870–1938 | Wilfred Tolkien 1870–1938 | Wilfred Tolkien 1870–1938 |                        |                        | Katherine Madeleine Green | Katherine Madeleine Green | Katherine Madeleine Green          | Katherine Madeleine Green          | Katherine Madeleine Green          | Katherine Madeleine Green          |                                    |                                    |
| Walter Incledon                 | Walter Incledon                 | Walter Incledon                 | Walter Incledon                 | Walter Incledon                 | Walter Incledon                 |                          |                          | Edith May Suffield 1865–1936   | Edith May Suffield 1865–1936   | Edith May Suffield 1865–1936   | Edith May Suffield 1865–1936   | Edith May Suffield 1865–1936   | Edith May Suffield 1865–1936   |                                        |                                        |                                        |                                        |                                        |                                        |                                      |                                      |                                      |                                      | Mabel Suffield 1870–1904      | Mabel Suffield 1870–1904      | Mabel Suffield 1870–1904               | Mabel Suffield 1870–1904               | Mabel Suffield 1870–1904               | Mabel Suffield 1870–1904               |                                          |                                          |                                          |                                          |                                          |                                          | Arthur Reuel Tolkien 1857–1896 | Arthur Reuel Tolkien 1857–1896 | Arthur Reuel Tolkien 1857–1896 | Arthur Reuel Tolkien 1857–1896 | Arthur Reuel Tolkien 1857–1896 | Arthur Reuel Tolkien 1857–1896 |                     |                     | Grace Bindley Tolkien 1861-      | Grace Bindley Tolkien 1861-      | Grace Bindley Tolkien 1861-      | Grace Bindley Tolkien 1861-      | Grace Bindley Tolkien 1861-      | Grace Bindley Tolkien 1861-      |                                 |                                 | William Charles Mountain        | William Charles Mountain        | William Charles Mountain | William Charles Mountain | William Charles Mountain | William Charles Mountain |                                       |                                       | Marian Esther Tolkien 1866–1934       | Marian Esther Tolkien 1866–1934       | Marian Esther Tolkien 1866–1934       | Marian Esther Tolkien 1866–1934       | Marian Esther Tolkien 1866–1934 | Marian Esther Tolkien 1866–1934 |                    |                    | Frederick William Chippendale | Frederick William Chippendale | Frederick William Chippendale | Frederick William Chippendale | Frederick William Chippendale | Frederick William Chippendale |     |     | Wilfred Tolkien 1870–1938 | Wilfred Tolkien 1870–1938 | Wilfred Tolkien 1870–1938 | Wilfred Tolkien 1870–1938 | Wilfred Tolkien 1870–1938 | Wilfred Tolkien 1870–1938 |                        |                        | Katherine Madeleine Green | Katherine Madeleine Green | Katherine Madeleine Green          | Katherine Madeleine Green          | Katherine Madeleine Green          | Katherine Madeleine Green          |                                    |                                    |
|                                 |                                 |                                 |                                 |                                 |                                 |                          |                          |                                |                                |                                |                                |                                |                                |                                        |                                        |                                        |                                        |                                        |                                        |                                      |                                      |                                      |                                      |                               |                               |                                        |                                        |                                        |                                        |                                          |                                          |                                          |                                          |                                          |                                          |                                |                                |                                |                                |                                |                                |                     |                     |                                  |                                  |                                  |                                  |                                  |                                  |                                 |                                 |                                 |                                 |                          |                          |                          |                          |                                       |                                       |                                       |                                       |                                       |                                       |                                 |                                 |                    |                    |                               |                               |                               |                               |                               |                               |     |     |                           |                           |                           |                           |                           |                           |                        |                        |                           |                           |                                    |                                    |                                    |                                    |                                    |                                    |
|                                 |                                 |                                 |                                 |                                 |                                 |                          |                          |                                |                                |                                |                                |                                |                                |                                        |                                        |                                        |                                        |                                        |                                        |                                      |                                      |                                      |                                      |                               |                               |                                        |                                        |                                        |                                        |                                          |                                          |                                          |                                          |                                          |                                          |                                |                                |                                |                                |                                |                                |                     |                     |                                  |                                  |                                  |                                  |                                  |                                  |                                 |                                 |                                 |                                 |                          |                          |                          |                          |                                       |                                       |                                       |                                       |                                       |                                       |                                 |                                 |                    |                    |                               |                               |                               |                               |                               |                               |     |     |                           |                           |                           |                           |                           |                           |                        |                        |                           |                           |                                    |                                    |                                    |                                    |                                    |                                    |
|                                 |                                 |                                 |                                 | Edwin Neave d. 1909             | Edwin Neave d. 1909             | Edwin Neave d. 1909      | Edwin Neave d. 1909      | Edwin Neave d. 1909            | Edwin Neave d. 1909            |                                |                                | Jane Suffield 1872–1963        | Jane Suffield 1872–1963        | Jane Suffield 1872–1963                | Jane Suffield 1872–1963                | Jane Suffield 1872–1963                | Jane Suffield 1872–1963                |                                        |                                        | William Suffield 1874–1904           | William Suffield 1874–1904           | William Suffield 1874–1904           | William Suffield 1874–1904           | William Suffield 1874–1904    | William Suffield 1874–1904    |                                        |                                        | Beatrice Bartlett                      | Beatrice Bartlett                      | Beatrice Bartlett                        | Beatrice Bartlett                        | Beatrice Bartlett                        | Beatrice Bartlett                        |                                          |                                          | Thomas "Tom" Evans Mitton      | Thomas "Tom" Evans Mitton      | Thomas "Tom" Evans Mitton      | Thomas "Tom" Evans Mitton      | Thomas "Tom" Evans Mitton      | Thomas "Tom" Evans Mitton      |                     |                     | Mabel Tolkien 1858–1937          | Mabel Tolkien 1858–1937          | Mabel Tolkien 1858–1937          | Mabel Tolkien 1858–1937          | Mabel Tolkien 1858–1937          | Mabel Tolkien 1858–1937          |                                 |                                 | Tom Hadley                      | Tom Hadley                      | Tom Hadley               | Tom Hadley               | Tom Hadley               | Tom Hadley               |                                       |                                       | Florence Mary Tolkien 1863-           | Florence Mary Tolkien 1863-           | Florence Mary Tolkien 1863-           | Florence Mary Tolkien 1863-           | Florence Mary Tolkien 1863-     | Florence Mary Tolkien 1863-     |                    |                    |                               |                               |                               |                               |                               |                               |     |     |                           |                           | "Emily" Grace McGregor    | "Emily" Grace McGregor    | "Emily" Grace McGregor    | "Emily" Grace McGregor    | "Emily" Grace McGregor | "Emily" Grace McGregor |                           |                           | Laurence George H. Tolkien b. 1873 | Laurence George H. Tolkien b. 1873 | Laurence George H. Tolkien b. 1873 | Laurence George H. Tolkien b. 1873 | Laurence George H. Tolkien b. 1873 | Laurence George H. Tolkien b. 1873 |
|                                 |                                 |                                 |                                 | Edwin Neave d. 1909             | Edwin Neave d. 1909             | Edwin Neave d. 1909      | Edwin Neave d. 1909      | Edwin Neave d. 1909            | Edwin Neave d. 1909            |                                |                                | Jane Suffield 1872–1963        | Jane Suffield 1872–1963        | Jane Suffield 1872–1963                | Jane Suffield 1872–1963                | Jane Suffield 1872–1963                | Jane Suffield 1872–1963                |                                        |                                        | William Suffield 1874–1904           | William Suffield 1874–1904           | William Suffield 1874–1904           | William Suffield 1874–1904           | William Suffield 1874–1904    | William Suffield 1874–1904    |                                        |                                        | Beatrice Bartlett                      | Beatrice Bartlett                      | Beatrice Bartlett                        | Beatrice Bartlett                        | Beatrice Bartlett                        | Beatrice Bartlett                        |                                          |                                          | Thomas "Tom" Evans Mitton      | Thomas "Tom" Evans Mitton      | Thomas "Tom" Evans Mitton      | Thomas "Tom" Evans Mitton      | Thomas "Tom" Evans Mitton      | Thomas "Tom" Evans Mitton      |                     |                     | Mabel Tolkien 1858–1937          | Mabel Tolkien 1858–1937          | Mabel Tolkien 1858–1937          | Mabel Tolkien 1858–1937          | Mabel Tolkien 1858–1937          | Mabel Tolkien 1858–1937          |                                 |                                 | Tom Hadley                      | Tom Hadley                      | Tom Hadley               | Tom Hadley               | Tom Hadley               | Tom Hadley               |                                       |                                       | Florence Mary Tolkien 1863-           | Florence Mary Tolkien 1863-           | Florence Mary Tolkien 1863-           | Florence Mary Tolkien 1863-           | Florence Mary Tolkien 1863-     | Florence Mary Tolkien 1863-     |                    |                    |                               |                               |                               |                               |                               |                               |     |     |                           |                           | "Emily" Grace McGregor    | "Emily" Grace McGregor    | "Emily" Grace McGregor    | "Emily" Grace McGregor    | "Emily" Grace McGregor | "Emily" Grace McGregor |                           |                           | Laurence George H. Tolkien b. 1873 | Laurence George H. Tolkien b. 1873 | Laurence George H. Tolkien b. 1873 | Laurence George H. Tolkien b. 1873 | Laurence George H. Tolkien b. 1873 | Laurence George H. Tolkien b. 1873 |
|                                 |                                 |                                 |                                 |                                 |                                 |                          |                          |                                |                                |                                |                                |                                |                                |                                        |                                        |                                        |                                        |                                        |                                        |                                      |                                      |                                      |                                      |                               |                               |                                        |                                        |                                        |                                        |                                          |                                          |                                          |                                          |                                          |                                          |                                |                                |                                |                                |                                |                                |                     |                     |                                  |                                  |                                  |                                  |                                  |                                  |                                 |                                 |                                 |                                 |                          |                          |                          |                          |                                       |                                       |                                       |                                       |                                       |                                       |                                 |                                 |                    |                    |                               |                               |                               |                               |                               |                               |     |     |                           |                           |                           |                           |                           |                           |                        |                        |                           |                           |                                    |                                    |                                    |                                    |                                    |                                    |
|                                 |                                 |                                 |                                 |                                 |                                 |                          |                          |                                |                                |                                |                                |                                |                                |                                        |                                        |                                        |                                        |                                        |                                        |                                      |                                      |                                      |                                      |                               |                               |                                        |                                        |                                        |                                        |                                          |                                          |                                          |                                          |                                          |                                          |                                |                                |                                |                                |                                |                                |                     |                     |                                  |                                  |                                  |                                  |                                  |                                  |                                 |                                 |                                 |                                 |                          |                          |                          |                          |                                       |                                       |                                       |                                       |                                       |                                       |                                 |                                 |                    |                    |                               |                               |                               |                               |                               |                               |     |     |                           |                           |                           |                           |                           |                           |                        |                        |                           |                           |                                    |                                    |                                    |                                    |                                    |                                    |
|                                 |                                 |                                 |                                 |                                 |                                 |                          |                          |                                |                                |                                |                                |                                |                                |                                        |                                        |                                        |                                        |                                        |                                        |                                      |                                      |                                      |                                      |                               |                               |                                        |                                        |                                        |                                        |                                          |                                          |                                          |                                          |                                          |                                          |                                |                                |                                |                                |                                |                                |                     |                     |                                  |                                  |                                  |                                  |                                  |                                  |                                 |                                 |                                 |                                 |                          |                          |                          |                          |                                       |                                       |                                       |                                       |                                       |                                       |                                 |                                 |                    |                    |                               |                               |                               |                               |                               |                               |     |     |                           |                           |                           |                           |                           |                           |                        |                        |                           |                           |                                    |                                    |                                    |                                    |                                    |                                    |
|                                 |                                 |                                 |                                 |                                 |                                 |                          |                          |                                |                                |                                |                                |                                |                                |                                        |                                        |                                        |                                        |                                        |                                        |                                      |                                      |                                      |                                      |                               |                               |                                        |                                        |                                        |                                        |                                          |                                          |                                          |                                          |                                          |                                          |                                |                                |                                |                                |                                |                                |                     |                     |                                  |                                  |                                  |                                  |                                  |                                  |                                 |                                 |                                 |                                 |                          |                          |                          |                          |                                       |                                       |                                       |                                       |                                       |                                       |                                 |                                 |                    |                    |                               |                               |                               |                               |                               |                               |     |     |                           |                           |                           |                           |                           |                           |                        |                        |                           |                           |                                    |                                    |                                    |                                    |                                    |                                    |
|                                 |                                 |                                 |                                 |                                 |                                 |                          |                          |                                |                                |                                |                                |                                |                                |                                        |                                        |                                        |                                        |                                        |                                        |                                      |                                      |                                      |                                      |                               |                               |                                        |                                        |                                        |                                        |                                          |                                          |                                          |                                          |                                          |                                          |                                |                                |                                |                                |                                |                                |                     |                     |                                  |                                  |                                  |                                  |                                  |                                  |                                 |                                 |                                 |                                 |                          |                          |                          |                          |                                       |                                       |                                       |                                       |                                       |                                       |                                 |                                 |                    |                    |                               |                               |                               |                               |                               |                               |     |     |                           |                           |                           |                           |                           |                           |                        |                        |                           |                           |                                    |                                    |                                    |                                    |                                    |                                    |
| Marjorie May Incledon 1891–1973 | Marjorie May Incledon 1891–1973 | Marjorie May Incledon 1891–1973 | Marjorie May Incledon 1891–1973 | Marjorie May Incledon 1891–1973 | Marjorie May Incledon 1891–1973 |                          |                          | Frieda Mary Incledon 1895–1940 | Frieda Mary Incledon 1895–1940 | Frieda Mary Incledon 1895–1940 | Frieda Mary Incledon 1895–1940 | Frieda Mary Incledon 1895–1940 | Frieda Mary Incledon 1895–1940 |                                        |                                        |                                        |                                        | Edith Bratt 1889–1971                  | Edith Bratt 1889–1971                  | Edith Bratt 1889–1971                | Edith Bratt 1889–1971                | Edith Bratt 1889–1971                | Edith Bratt 1889–1971                |                               |                               | John Ronald Reuel Tolkien 1892–1973    | John Ronald Reuel Tolkien 1892–1973    | John Ronald Reuel Tolkien 1892–1973    | John Ronald Reuel Tolkien 1892–1973    | John Ronald Reuel Tolkien 1892–1973      | John Ronald Reuel Tolkien 1892–1973      |                                          |                                          |                                          |                                          |                                |                                |                                |                                |                                |                                |                     |                     |                                  |                                  |                                  |                                  |                                  |                                  |                                 |                                 |                                 |                                 |                          |                          |                          |                          | Hilary Arthur Reuel Tolkien 1894–1976 | Hilary Arthur Reuel Tolkien 1894–1976 | Hilary Arthur Reuel Tolkien 1894–1976 | Hilary Arthur Reuel Tolkien 1894–1976 | Hilary Arthur Reuel Tolkien 1894–1976 | Hilary Arthur Reuel Tolkien 1894–1976 |                                 |                                 | Magdalen Matthews  | Magdalen Matthews  | Magdalen Matthews             | Magdalen Matthews             | Magdalen Matthews             | Magdalen Matthews             |                               |                               |     |     |                           |                           |                           |                           |                           |                           |                        |                        |                           |                           |                                    |                                    |                                    |                                    |                                    |                                    |
| Marjorie May Incledon 1891–1973 | Marjorie May Incledon 1891–1973 | Marjorie May Incledon 1891–1973 | Marjorie May Incledon 1891–1973 | Marjorie May Incledon 1891–1973 | Marjorie May Incledon 1891–1973 |                          |                          | Frieda Mary Incledon 1895–1940 | Frieda Mary Incledon 1895–1940 | Frieda Mary Incledon 1895–1940 | Frieda Mary Incledon 1895–1940 | Frieda Mary Incledon 1895–1940 | Frieda Mary Incledon 1895–1940 |                                        |                                        |                                        |                                        | Edith Bratt 1889–1971                  | Edith Bratt 1889–1971                  | Edith Bratt 1889–1971                | Edith Bratt 1889–1971                | Edith Bratt 1889–1971                | Edith Bratt 1889–1971                |                               |                               | John Ronald Reuel Tolkien 1892–1973    | John Ronald Reuel Tolkien 1892–1973    | John Ronald Reuel Tolkien 1892–1973    | John Ronald Reuel Tolkien 1892–1973    | John Ronald Reuel Tolkien 1892–1973      | John Ronald Reuel Tolkien 1892–1973      |                                          |                                          |                                          |                                          |                                |                                |                                |                                |                                |                                |                     |                     |                                  |                                  |                                  |                                  |                                  |                                  |                                 |                                 |                                 |                                 |                          |                          |                          |                          | Hilary Arthur Reuel Tolkien 1894–1976 | Hilary Arthur Reuel Tolkien 1894–1976 | Hilary Arthur Reuel Tolkien 1894–1976 | Hilary Arthur Reuel Tolkien 1894–1976 | Hilary Arthur Reuel Tolkien 1894–1976 | Hilary Arthur Reuel Tolkien 1894–1976 |                                 |                                 | Magdalen Matthews  | Magdalen Matthews  | Magdalen Matthews             | Magdalen Matthews             | Magdalen Matthews             | Magdalen Matthews             |                               |                               |     |     |                           |                           |                           |                           |                           |                           |                        |                        |                           |                           |                                    |                                    |                                    |                                    |                                    |                                    |
|                                 |                                 |                                 |                                 |                                 |                                 |                          |                          |                                |                                |                                |                                |                                |                                |                                        |                                        |                                        |                                        |                                        |                                        |                                      |                                      |                                      |                                      |                               |                               |                                        |                                        |                                        |                                        |                                          |                                          |                                          |                                          |                                          |                                          |                                |                                |                                |                                |                                |                                |                     |                     |                                  |                                  |                                  |                                  |                                  |                                  |                                 |                                 |                                 |                                 |                          |                          |                          |                          |                                       |                                       |                                       |                                       |                                       |                                       |                                 |                                 |                    |                    |                               |                               |                               |                               |                               |                               |     |     |                           |                           |                           |                           |                           |                           |                        |                        |                           |                           |                                    |                                    |                                    |                                    |                                    |                                    |
|                                 |                                 |                                 |                                 |                                 |                                 |                          |                          |                                |                                |                                |                                |                                |                                |                                        |                                        |                                        |                                        |                                        |                                        |                                      |                                      |                                      |                                      |                               |                               |                                        |                                        |                                        |                                        |                                          |                                          |                                          |                                          |                                          |                                          |                                |                                |                                |                                |                                |                                |                     |                     |                                  |                                  |                                  |                                  |                                  |                                  |                                 |                                 |                                 |                                 |                          |                          |                          |                          |                                       |                                       |                                       |                                       |                                       |                                       |                                 |                                 |                    |                    |                               |                               |                               |                               |                               |                               |     |     |                           |                           |                           |                           |                           |                           |                        |                        |                           |                           |                                    |                                    |                                    |                                    |                                    |                                    |
|                                 |                                 |                                 |                                 |                                 |                                 |                          |                          |                                |                                |                                |                                |                                |                                |                                        |                                        |                                        |                                        |                                        |                                        |                                      |                                      |                                      |                                      |                               |                               |                                        |                                        |                                        |                                        |                                          |                                          |                                          |                                          |                                          |                                          |                                |                                |                                |                                |                                |                                |                     |                     |                                  |                                  |                                  |                                  |                                  |                                  |                                 |                                 |                                 |                                 |                          |                          |                          |                          |                                       |                                       |                                       |                                       |                                       |                                       |                                 |                                 |                    |                    |                               |                               |                               |                               |                               |                               |     |     |                           |                           |                           |                           |                           |                           |                        |                        |                           |                           |                                    |                                    |                                    |                                    |                                    |                                    |
|                                 |                                 |                                 |                                 |                                 |                                 |                          |                          |                                |                                |                                |                                |                                |                                |                                        |                                        |                                        |                                        |                                        |                                        |                                      |                                      |                                      |                                      |                               |                               |                                        |                                        |                                        |                                        |                                          |                                          |                                          |                                          |                                          |                                          |                                |                                |                                |                                |                                |                                |                     |                     |                                  |                                  |                                  |                                  |                                  |                                  |                                 |                                 |                                 |                                 |                          |                          |                          |                          |                                       |                                       |                                       |                                       |                                       |                                       |                                 |                                 |                    |                    |                               |                               |                               |                               |                               |                               |     |     |                           |                           |                           |                           |                           |                           |                        |                        |                           |                           |                                    |                                    |                                    |                                    |                                    |                                    |
|                                 |                                 |                                 |                                 |                                 |                                 |                          |                          |                                |                                |                                |                                |                                |                                |                                        |                                        |                                        |                                        | John Francis Reuel Tolkien 1917–2003   | John Francis Reuel Tolkien 1917–2003   | John Francis Reuel Tolkien 1917–2003 | John Francis Reuel Tolkien 1917–2003 | John Francis Reuel Tolkien 1917–2003 | John Francis Reuel Tolkien 1917–2003 |                               |                               | Priscilla Anne Reuel Tolkien 1929—2022 | Priscilla Anne Reuel Tolkien 1929—2022 | Priscilla Anne Reuel Tolkien 1929—2022 | Priscilla Anne Reuel Tolkien 1929—2022 | Priscilla Anne Reuel Tolkien 1929—2022   | Priscilla Anne Reuel Tolkien 1929—2022   |                                          |                                          |                                          |                                          |                                |                                |                                |                                |                                |                                |                     |                     |                                  |                                  |                                  |                                  |                                  |                                  | June                            | June                            | June                            | June                            | June                     | June                     |                          |                          | Gabriel Tolkien 1931-                 | Gabriel Tolkien 1931-                 | Gabriel Tolkien 1931-                 | Gabriel Tolkien 1931-                 | Gabriel Tolkien 1931-                 | Gabriel Tolkien 1931-                 |                                 |                                 | Paul Tolkien 1935- | Paul Tolkien 1935- | Paul Tolkien 1935-            | Paul Tolkien 1935-            | Paul Tolkien 1935-            | Paul Tolkien 1935-            |                               |                               | Ann | Ann | Ann                       | Ann                       | Ann                       | Ann                       |                           |                           |                        |                        |                           |                           |                                    |                                    |                                    |                                    |                                    |                                    |
|                                 |                                 |                                 |                                 |                                 |                                 |                          |                          |                                |                                |                                |                                |                                |                                |                                        |                                        |                                        |                                        | John Francis Reuel Tolkien 1917–2003   | John Francis Reuel Tolkien 1917–2003   | John Francis Reuel Tolkien 1917–2003 | John Francis Reuel Tolkien 1917–2003 | John Francis Reuel Tolkien 1917–2003 | John Francis Reuel Tolkien 1917–2003 |                               |                               | Priscilla Anne Reuel Tolkien 1929—2022 | Priscilla Anne Reuel Tolkien 1929—2022 | Priscilla Anne Reuel Tolkien 1929—2022 | Priscilla Anne Reuel Tolkien 1929—2022 | Priscilla Anne Reuel Tolkien 1929—2022   | Priscilla Anne Reuel Tolkien 1929—2022   |                                          |                                          |                                          |                                          |                                |                                |                                |                                |                                |                                |                     |                     |                                  |                                  |                                  |                                  |                                  |                                  | June                            | June                            | June                            | June                            | June                     | June                     |                          |                          | Gabriel Tolkien 1931-                 | Gabriel Tolkien 1931-                 | Gabriel Tolkien 1931-                 | Gabriel Tolkien 1931-                 | Gabriel Tolkien 1931-                 | Gabriel Tolkien 1931-                 |                                 |                                 | Paul Tolkien 1935- | Paul Tolkien 1935- | Paul Tolkien 1935-            | Paul Tolkien 1935-            | Paul Tolkien 1935-            | Paul Tolkien 1935-            |                               |                               | Ann | Ann | Ann                       | Ann                       | Ann                       | Ann                       |                           |                           |                        |                        |                           |                           |                                    |                                    |                                    |                                    |                                    |                                    |
|                                 |                                 |                                 |                                 |                                 |                                 |                          |                          |                                |                                |                                |                                |                                |                                |                                        |                                        |                                        |                                        |                                        |                                        |                                      |                                      |                                      |                                      |                               |                               |                                        |                                        |                                        |                                        |                                          |                                          |                                          |                                          |                                          |                                          |                                |                                |                                |                                |                                |                                |                     |                     |                                  |                                  |                                  |                                  |                                  |                                  |                                 |                                 |                                 |                                 |                          |                          |                          |                          |                                       |                                       |                                       |                                       |                                       |                                       |                                 |                                 |                    |                    |                               |                               |                               |                               |                               |                               |     |     |                           |                           |                           |                           |                           |                           |                        |                        |                           |                           |                                    |                                    |                                    |                                    |                                    |                                    |
|                                 |                                 |                                 |                                 |                                 |                                 |                          |                          |                                |                                |                                |                                |                                |                                |                                        |                                        |                                        |                                        |                                        |                                        |                                      |                                      |                                      |                                      |                               |                               |                                        |                                        |                                        |                                        |                                          |                                          |                                          |                                          |                                          |                                          |                                |                                |                                |                                |                                |                                |                     |                     |                                  |                                  |                                  |                                  |                                  |                                  |                                 |                                 |                                 |                                 |                          |                          |                          |                          |                                       |                                       |                                       |                                       |                                       |                                       |                                 |                                 |                    |                    |                               |                               |                               |                               |                               |                               |     |     |                           |                           |                           |                           |                           |                           |                        |                        |                           |                           |                                    |                                    |                                    |                                    |                                    |                                    |
|                                 |                                 |                                 |                                 |                                 |                                 | Joan Griffiths 1916–1982 | Joan Griffiths 1916–1982 | Joan Griffiths 1916–1982       | Joan Griffiths 1916–1982       | Joan Griffiths 1916–1982       | Joan Griffiths 1916–1982       |                                |                                | Michael Hilary Reuel Tolkien 1920–1984 | Michael Hilary Reuel Tolkien 1920–1984 | Michael Hilary Reuel Tolkien 1920–1984 | Michael Hilary Reuel Tolkien 1920–1984 | Michael Hilary Reuel Tolkien 1920–1984 | Michael Hilary Reuel Tolkien 1920–1984 |                                      |                                      | Faith Faulconbridge 1928–2017        | Faith Faulconbridge 1928–2017        | Faith Faulconbridge 1928–2017 | Faith Faulconbridge 1928–2017 | Faith Faulconbridge 1928–2017          | Faith Faulconbridge 1928–2017          |                                        |                                        | Christopher John Reuel Tolkien 1924–2020 | Christopher John Reuel Tolkien 1924–2020 | Christopher John Reuel Tolkien 1924–2020 | Christopher John Reuel Tolkien 1924–2020 | Christopher John Reuel Tolkien 1924–2020 | Christopher John Reuel Tolkien 1924–2020 |                                |                                | Baillie Klass 1941—            | Baillie Klass 1941—            | Baillie Klass 1941—            | Baillie Klass 1941—            | Baillie Klass 1941— | Baillie Klass 1941— |                                  |                                  |                                  |                                  |                                  |                                  |                                 |                                 |                                 |                                 |                          |                          |                          |                          | Julian Tolkien 1935—                  | Julian Tolkien 1935—                  | Julian Tolkien 1935—                  | Julian Tolkien 1935—                  | Julian Tolkien 1935—                  | Julian Tolkien 1935—                  |                                 |                                 | Glynis             | Glynis             | Glynis                        | Glynis                        | Glynis                        | Glynis                        |                               |                               |     |     |                           |                           |                           |                           |                           |                           |                        |                        |                           |                           |                                    |                                    |                                    |                                    |                                    |                                    |
|                                 |                                 |                                 |                                 |                                 |                                 | Joan Griffiths 1916–1982 | Joan Griffiths 1916–1982 | Joan Griffiths 1916–1982       | Joan Griffiths 1916–1982       | Joan Griffiths 1916–1982       | Joan Griffiths 1916–1982       |                                |                                | Michael Hilary Reuel Tolkien 1920–1984 | Michael Hilary Reuel Tolkien 1920–1984 | Michael Hilary Reuel Tolkien 1920–1984 | Michael Hilary Reuel Tolkien 1920–1984 | Michael Hilary Reuel Tolkien 1920–1984 | Michael Hilary Reuel Tolkien 1920–1984 |                                      |                                      | Faith Faulconbridge 1928–2017        | Faith Faulconbridge 1928–2017        | Faith Faulconbridge 1928–2017 | Faith Faulconbridge 1928–2017 | Faith Faulconbridge 1928–2017          | Faith Faulconbridge 1928–2017          |                                        |                                        | Christopher John Reuel Tolkien 1924–2020 | Christopher John Reuel Tolkien 1924–2020 | Christopher John Reuel Tolkien 1924–2020 | Christopher John Reuel Tolkien 1924–2020 | Christopher John Reuel Tolkien 1924–2020 | Christopher John Reuel Tolkien 1924–2020 |                                |                                | Baillie Klass 1941—            | Baillie Klass 1941—            | Baillie Klass 1941—            | Baillie Klass 1941—            | Baillie Klass 1941— | Baillie Klass 1941— |                                  |                                  |                                  |                                  |                                  |                                  |                                 |                                 |                                 |                                 |                          |                          |                          |                          | Julian Tolkien 1935—                  | Julian Tolkien 1935—                  | Julian Tolkien 1935—                  | Julian Tolkien 1935—                  | Julian Tolkien 1935—                  | Julian Tolkien 1935—                  |                                 |                                 | Glynis             | Glynis             | Glynis                        | Glynis                        | Glynis                        | Glynis                        |                               |                               |     |     |                           |                           |                           |                           |                           |                           |                        |                        |                           |                           |                                    |                                    |                                    |                                    |                                    |                                    |
|                                 |                                 |                                 |                                 |                                 |                                 |                          |                          |                                |                                |                                |                                |                                |                                |                                        |                                        |                                        |                                        |                                        |                                        |                                      |                                      |                                      |                                      |                               |                               |                                        |                                        |                                        |                                        |                                          |                                          |                                          |                                          |                                          |                                          |                                |                                |                                |                                |                                |                                |                     |                     |                                  |                                  |                                  |                                  |                                  |                                  |                                 |                                 |                                 |                                 |                          |                          |                          |                          |                                       |                                       |                                       |                                       |                                       |                                       |                                 |                                 |                    |                    |                               |                               |                               |                               |                               |                               |     |     |                           |                           |                           |                           |                           |                           |                        |                        |                           |                           |                                    |                                    |                                    |                                    |                                    |                                    |
|                                 |                                 |                                 |                                 |                                 |                                 |                          |                          |                                |                                |                                |                                |                                |                                |                                        |                                        |                                        |                                        |                                        |                                        |                                      |                                      |                                      |                                      |                               |                               |                                        |                                        |                                        |                                        |                                          |                                          |                                          |                                          |                                          |                                          |                                |                                |                                |                                |                                |                                |                     |                     |                                  |                                  |                                  |                                  |                                  |                                  |                                 |                                 |                                 |                                 |                          |                          |                          |                          |                                       |                                       |                                       |                                       |                                       |                                       |                                 |                                 |                    |                    |                               |                               |                               |                               |                               |                               |     |     |                           |                           |                           |                           |                           |                           |                        |                        |                           |                           |                                    |                                    |                                    |                                    |                                    |                                    |
|                                 |                                 |                                 |                                 |                                 |                                 |                          |                          |                                |                                |                                |                                |                                |                                |                                        |                                        |                                        |                                        |                                        |                                        |                                      |                                      |                                      |                                      |                               |                               |                                        |                                        |                                        |                                        |                                          |                                          |                                          |                                          |                                          |                                          |                                |                                |                                |                                |                                |                                |                     |                     |                                  |                                  |                                  |                                  |                                  |                                  |                                 |                                 |                                 |                                 |                          |                          |                          |                          |                                       |                                       |                                       |                                       |                                       |                                       |                                 |                                 |                    |                    |                               |                               |                               |                               |                               |                               |     |     |                           |                           |                           |                           |                           |                           |                        |                        |                           |                           |                                    |                                    |                                    |                                    |                                    |                                    |
|                                 |                                 |                                 |                                 |                                 |                                 |                          |                          |                                |                                |                                |                                |                                |                                |                                        |                                        |                                        |                                        |                                        |                                        |                                      |                                      |                                      |                                      |                               |                               |                                        |                                        |                                        |                                        |                                          |                                          |                                          |                                          |                                          |                                          |                                |                                |                                |                                |                                |                                |                     |                     |                                  |                                  |                                  |                                  |                                  |                                  |                                 |                                 |                                 |                                 |                          |                          |                          |                          |                                       |                                       |                                       |                                       |                                       |                                       |                                 |                                 |                    |                    |                               |                               |                               |                               |                               |                               |     |     |                           |                           |                           |                           |                           |                           |                        |                        |                           |                           |                                    |                                    |                                    |                                    |                                    |                                    |
|                                 |                                 |                                 |                                 | Irene Ferrier                   | Irene Ferrier                   | Irene Ferrier            | Irene Ferrier            | Irene Ferrier                  | Irene Ferrier                  |                                |                                | Michael George Tolkien 1943—   | Michael George Tolkien 1943—   | Michael George Tolkien 1943—           | Michael George Tolkien 1943—           | Michael George Tolkien 1943—           | Michael George Tolkien 1943—           |                                        |                                        | Rosemary Walters                     | Rosemary Walters                     | Rosemary Walters                     | Rosemary Walters                     | Rosemary Walters              | Rosemary Walters              |                                        |                                        | Simon Tolkien 1959—                    | Simon Tolkien 1959—                    | Simon Tolkien 1959—                      | Simon Tolkien 1959—                      | Simon Tolkien 1959—                      | Simon Tolkien 1959—                      |                                          |                                          | Tracy Sternberg                | Tracy Sternberg                | Tracy Sternberg                | Tracy Sternberg                | Tracy Sternberg                | Tracy Sternberg                |                     |                     |                                  |                                  |                                  |                                  |                                  |                                  | Christopher Tolkien             | Christopher Tolkien             | Christopher Tolkien             | Christopher Tolkien             | Christopher Tolkien      | Christopher Tolkien      |                          |                          | Angela Tolkien                        | Angela Tolkien                        | Angela Tolkien                        | Angela Tolkien                        | Angela Tolkien                        | Angela Tolkien                        |                                 |                                 |                    |                    | Dominic Tolkien               | Dominic Tolkien               | Dominic Tolkien               | Dominic Tolkien               | Dominic Tolkien               | Dominic Tolkien               |     |     | Zoë Tolkien               | Zoë Tolkien               | Zoë Tolkien               | Zoë Tolkien               | Zoë Tolkien               | Zoë Tolkien               |                        |                        |                           |                           |                                    |                                    |                                    |                                    |                                    |                                    |
|                                 |                                 |                                 |                                 | Irene Ferrier                   | Irene Ferrier                   | Irene Ferrier            | Irene Ferrier            | Irene Ferrier                  | Irene Ferrier                  |                                |                                | Michael George Tolkien 1943—   | Michael George Tolkien 1943—   | Michael George Tolkien 1943—           | Michael George Tolkien 1943—           | Michael George Tolkien 1943—           | Michael George Tolkien 1943—           |                                        |                                        | Rosemary Walters                     | Rosemary Walters                     | Rosemary Walters                     | Rosemary Walters                     | Rosemary Walters              | Rosemary Walters              |                                        |                                        | Simon Tolkien 1959—                    | Simon Tolkien 1959—                    | Simon Tolkien 1959—                      | Simon Tolkien 1959—                      | Simon Tolkien 1959—                      | Simon Tolkien 1959—                      |                                          |                                          | Tracy Sternberg                | Tracy Sternberg                | Tracy Sternberg                | Tracy Sternberg                | Tracy Sternberg                | Tracy Sternberg                |                     |                     |                                  |                                  |                                  |                                  |                                  |                                  | Christopher Tolkien             | Christopher Tolkien             | Christopher Tolkien             | Christopher Tolkien             | Christopher Tolkien      | Christopher Tolkien      |                          |                          | Angela Tolkien                        | Angela Tolkien                        | Angela Tolkien                        | Angela Tolkien                        | Angela Tolkien                        | Angela Tolkien                        |                                 |                                 |                    |                    | Dominic Tolkien               | Dominic Tolkien               | Dominic Tolkien               | Dominic Tolkien               | Dominic Tolkien               | Dominic Tolkien               |     |     | Zoë Tolkien               | Zoë Tolkien               | Zoë Tolkien               | Zoë Tolkien               | Zoë Tolkien               | Zoë Tolkien               |                        |                        |                           |                           |                                    |                                    |                                    |                                    |                                    |                                    |
|                                 |                                 |                                 |                                 |                                 |                                 |                          |                          |                                |                                |                                |                                |                                |                                |                                        |                                        |                                        |                                        |                                        |                                        |                                      |                                      |                                      |                                      |                               |                               |                                        |                                        |                                        |                                        |                                          |                                          |                                          |                                          |                                          |                                          |                                |                                |                                |                                |                                |                                |                     |                     |                                  |                                  |                                  |                                  |                                  |                                  |                                 |                                 |                                 |                                 |                          |                          |                          |                          |                                       |                                       |                                       |                                       |                                       |                                       |                                 |                                 |                    |                    |                               |                               |                               |                               |                               |                               |     |     |                           |                           |                           |                           |                           |                           |                        |                        |                           |                           |                                    |                                    |                                    |                                    |                                    |                                    |
|                                 |                                 |                                 |                                 |                                 |                                 |                          |                          |                                |                                |                                |                                |                                |                                |                                        |                                        |                                        |                                        |                                        |                                        |                                      |                                      |                                      |                                      |                               |                               |                                        |                                        |                                        |                                        |                                          |                                          |                                          |                                          |                                          |                                          |                                |                                |                                |                                |                                |                                |                     |                     |                                  |                                  |                                  |                                  |                                  |                                  |                                 |                                 |                                 |                                 |                          |                          |                          |                          |                                       |                                       |                                       |                                       |                                       |                                       |                                 |                                 |                    |                    |                               |                               |                               |                               |                               |                               |     |     |                           |                           |                           |                           |                           |                           |                        |                        |                           |                           |                                    |                                    |                                    |                                    |                                    |                                    |
|                                 |                                 | Joanna Tolkien 1945—            | Joanna Tolkien 1945—            | Joanna Tolkien 1945—            | Joanna Tolkien 1945—            | Joanna Tolkien 1945—     | Joanna Tolkien 1945—     |                                |                                | Hugh Baker                     | Hugh Baker                     | Hugh Baker                     | Hugh Baker                     | Hugh Baker                             | Hugh Baker                             |                                        |                                        |                                        |                                        | Judith Tolkien 1951—                 | Judith Tolkien 1951—                 | Judith Tolkien 1951—                 | Judith Tolkien 1951—                 | Judith Tolkien 1951—          | Judith Tolkien 1951—          |                                        |                                        | Alan Crombleholme                      | Alan Crombleholme                      | Alan Crombleholme                        | Alan Crombleholme                        | Alan Crombleholme                        | Alan Crombleholme                        |                                          |                                          | Adam Reuel Tolkien 1969—       | Adam Reuel Tolkien 1969—       | Adam Reuel Tolkien 1969—       | Adam Reuel Tolkien 1969—       | Adam Reuel Tolkien 1969—       | Adam Reuel Tolkien 1969—       |                     |                     | Rachel Clare Reuel Tolkien 1971— | Rachel Clare Reuel Tolkien 1971— | Rachel Clare Reuel Tolkien 1971— | Rachel Clare Reuel Tolkien 1971— | Rachel Clare Reuel Tolkien 1971— | Rachel Clare Reuel Tolkien 1971— |                                 |                                 | Sue                             | Sue                             | Sue                      | Sue                      | Sue                      | Sue                      |                                       |                                       | Timothy Tolkien 1962—                 | Timothy Tolkien 1962—                 | Timothy Tolkien 1962—                 | Timothy Tolkien 1962—                 | Timothy Tolkien 1962—           | Timothy Tolkien 1962—           |                    |                    | Nicholas Tolkien 1964–        | Nicholas Tolkien 1964–        | Nicholas Tolkien 1964–        | Nicholas Tolkien 1964–        | Nicholas Tolkien 1964–        | Nicholas Tolkien 1964–        |     |     | Stephen Tolkien 1966      | Stephen Tolkien 1966      | Stephen Tolkien 1966      | Stephen Tolkien 1966      | Stephen Tolkien 1966      | Stephen Tolkien 1966      |                        |                        |                           |                           |                                    |                                    |                                    |                                    |                                    |                                    |
|                                 |                                 | Joanna Tolkien 1945—            | Joanna Tolkien 1945—            | Joanna Tolkien 1945—            | Joanna Tolkien 1945—            | Joanna Tolkien 1945—     | Joanna Tolkien 1945—     |                                |                                | Hugh Baker                     | Hugh Baker                     | Hugh Baker                     | Hugh Baker                     | Hugh Baker                             | Hugh Baker                             |                                        |                                        |                                        |                                        | Judith Tolkien 1951—                 | Judith Tolkien 1951—                 | Judith Tolkien 1951—                 | Judith Tolkien 1951—                 | Judith Tolkien 1951—          | Judith Tolkien 1951—          |                                        |                                        | Alan Crombleholme                      | Alan Crombleholme                      | Alan Crombleholme                        | Alan Crombleholme                        | Alan Crombleholme                        | Alan Crombleholme                        |                                          |                                          | Adam Reuel Tolkien 1969—       | Adam Reuel Tolkien 1969—       | Adam Reuel Tolkien 1969—       | Adam Reuel Tolkien 1969—       | Adam Reuel Tolkien 1969—       | Adam Reuel Tolkien 1969—       |                     |                     | Rachel Clare Reuel Tolkien 1971— | Rachel Clare Reuel Tolkien 1971— | Rachel Clare Reuel Tolkien 1971— | Rachel Clare Reuel Tolkien 1971— | Rachel Clare Reuel Tolkien 1971— | Rachel Clare Reuel Tolkien 1971— |                                 |                                 | Sue                             | Sue                             | Sue                      | Sue                      | Sue                      | Sue                      |                                       |                                       | Timothy Tolkien 1962—                 | Timothy Tolkien 1962—                 | Timothy Tolkien 1962—                 | Timothy Tolkien 1962—                 | Timothy Tolkien 1962—           | Timothy Tolkien 1962—           |                    |                    | Nicholas Tolkien 1964–        | Nicholas Tolkien 1964–        | Nicholas Tolkien 1964–        | Nicholas Tolkien 1964–        | Nicholas Tolkien 1964–        | Nicholas Tolkien 1964–        |     |     | Stephen Tolkien 1966      | Stephen Tolkien 1966      | Stephen Tolkien 1966      | Stephen Tolkien 1966      | Stephen Tolkien 1966      | Stephen Tolkien 1966      |                        |                        |                           |                           |                                    |                                    |                                    |                                    |                                    |                                    |
|                                 |                                 |                                 |                                 |                                 |                                 |                          |                          |                                |                                |                                |                                |                                |                                |                                        |                                        |                                        |                                        |                                        |                                        |                                      |                                      |                                      |                                      |                               |                               |                                        |                                        |                                        |                                        |                                          |                                          |                                          |                                          |                                          |                                          |                                |                                |                                |                                |                                |                                |                     |                     |                                  |                                  |                                  |                                  |                                  |                                  |                                 |                                 |                                 |                                 |                          |                          |                          |                          |                                       |                                       |                                       |                                       |                                       |                                       |                                 |                                 |                    |                    |                               |                               |                               |                               |                               |                               |     |     |                           |                           |                           |                           |                           |                           |                        |                        |                           |                           |                                    |                                    |                                    |                                    |                                    |                                    |
|                                 |                                 |                                 |                                 |                                 |                                 |                          |                          |                                |                                |                                |                                |                                |                                |                                        |                                        |                                        |                                        |                                        |                                        |                                      |                                      |                                      |                                      |                               |                               |                                        |                                        |                                        |                                        |                                          |                                          |                                          |                                          |                                          |                                          |                                |                                |                                |                                |                                |                                |                     |                     |                                  |                                  |                                  |                                  |                                  |                                  |                                 |                                 |                                 |                                 |                          |                          |                          |                          |                                       |                                       |                                       |                                       |                                       |                                       |                                 |                                 |                    |                    |                               |                               |                               |                               |                               |                               |     |     |                           |                           |                           |                           |                           |                           |                        |                        |                           |                           |                                    |                                    |                                    |                                    |                                    |                                    |
|                                 |                                 |                                 |                                 |                                 |                                 |                          |                          |                                |                                |                                |                                |                                |                                |                                        |                                        |                                        |                                        |                                        |                                        |                                      |                                      |                                      |                                      |                               |                               |                                        |                                        |                                        |                                        |                                          |                                          |                                          |                                          |                                          |                                          |                                |                                |                                |                                |                                |                                |                     |                     |                                  |                                  |                                  |                                  |                                  |                                  |                                 |                                 |                                 |                                 |                          |                          |                          |                          |                                       |                                       |                                       |                                       |                                       |                                       |                                 |                                 |                    |                    |                               |                               |                               |                               |                               |                               |     |     |                           |                           |                           |                           |                           |                           |                        |                        |                           |                           |                                    |                                    |                                    |                                    |                                    |                                    |
|                                 |                                 |                                 |                                 |                                 |                                 |                          |                          |                                |                                |                                |                                |                                |                                |                                        |                                        |                                        |                                        |                                        |                                        |                                      |                                      |                                      |                                      |                               |                               |                                        |                                        |                                        |                                        |                                          |                                          |                                          |                                          |                                          |                                          |                                |                                |                                |                                |                                |                                |                     |                     |                                  |                                  |                                  |                                  |                                  |                                  |                                 |                                 |                                 |                                 |                          |                          |                          |                          |                                       |                                       |                                       |                                       |                                       |                                       |                                 |                                 |                    |                    |                               |                               |                               |                               |                               |                               |     |     |                           |                           |                           |                           |                           |                           |                        |                        |                           |                           |                                    |                                    |                                    |                                    |                                    |                                    |
|                                 |                                 | Mandy Doyle 1967–               | Mandy Doyle 1967–               | Mandy Doyle 1967–               | Mandy Doyle 1967–               | Mandy Doyle 1967–        | Mandy Doyle 1967–        |                                |                                | Michael "Mike" Baker 1975–2015 | Michael "Mike" Baker 1975–2015 | Michael "Mike" Baker 1975–2015 | Michael "Mike" Baker 1975–2015 | Michael "Mike" Baker 1975–2015         | Michael "Mike" Baker 1975–2015         |                                        |                                        |                                        |                                        | Freya Crombleholme 1976–             | Freya Crombleholme 1976–             | Freya Crombleholme 1976–             | Freya Crombleholme 1976–             | Freya Crombleholme 1976–      | Freya Crombleholme 1976–      |                                        |                                        | Piers Crombleholme 1979–               | Piers Crombleholme 1979–               | Piers Crombleholme 1979–                 | Piers Crombleholme 1979–                 | Piers Crombleholme 1979–                 | Piers Crombleholme 1979–                 |                                          |                                          |                                |                                |                                |                                |                                |                                |                     |                     |                                  |                                  |                                  |                                  |                                  |                                  |                                 |                                 |                                 |                                 |                          |                          |                          |                          |                                       |                                       |                                       |                                       |                                       |                                       |                                 |                                 |                    |                    |                               |                               |                               |                               |                               |                               |     |     |                           |                           |                           |                           |                           |                           |                        |                        |                           |                           |                                    |                                    |                                    |                                    |                                    |                                    |
|                                 |                                 | Mandy Doyle 1967–               | Mandy Doyle 1967–               | Mandy Doyle 1967–               | Mandy Doyle 1967–               | Mandy Doyle 1967–        | Mandy Doyle 1967–        |                                |                                | Michael "Mike" Baker 1975–2015 | Michael "Mike" Baker 1975–2015 | Michael "Mike" Baker 1975–2015 | Michael "Mike" Baker 1975–2015 | Michael "Mike" Baker 1975–2015         | Michael "Mike" Baker 1975–2015         |                                        |                                        |                                        |                                        | Freya Crombleholme 1976–             | Freya Crombleholme 1976–             | Freya Crombleholme 1976–             | Freya Crombleholme 1976–             | Freya Crombleholme 1976–      | Freya Crombleholme 1976–      |                                        |                                        | Piers Crombleholme 1979–               | Piers Crombleholme 1979–               | Piers Crombleholme 1979–                 | Piers Crombleholme 1979–                 | Piers Crombleholme 1979–                 | Piers Crombleholme 1979–                 |                                          |                                          |                                |                                |                                |                                |                                |                                |                     |                     |                                  |                                  |                                  |                                  |                                  |                                  |                                 |                                 |                                 |                                 |                          |                          |                          |                          |                                       |                                       |                                       |                                       |                                       |                                       |                                 |                                 |                    |                    |                               |                               |                               |                               |                               |                               |     |     |                           |                           |                           |                           |                           |                           |                        |                        |                           |                           |                                    |                                    |                                    |                                    |                                    |                                    |
|                                 |                                 |                                 |                                 |                                 |                                 |                          |                          |                                |                                |                                |                                |                                |                                |                                        |                                        |                                        |                                        |                                        |                                        |                                      |                                      |                                      |                                      |                               |                               |                                        |                                        |                                        |                                        |                                          |                                          |                                          |                                          |                                          |                                          |                                |                                |                                |                                |                                |                                |                     |                     |                                  |                                  |                                  |                                  |                                  |                                  |                                 |                                 |                                 |                                 |                          |                          |                          |                          |                                       |                                       |                                       |                                       |                                       |                                       |                                 |                                 |                    |                    |                               |                               |                               |                               |                               |                               |     |     |                           |                           |                           |                           |                           |                           |                        |                        |                           |                           |                                    |                                    |                                    |                                    |                                    |                                    |
|                                 |                                 |                                 |                                 |                                 |                                 | Royd Tolkien 1969–       | Royd Tolkien 1969–       | Royd Tolkien 1969–             | Royd Tolkien 1969–             | Royd Tolkien 1969–             | Royd Tolkien 1969–             |                                |                                | Catherine Tolkien 1969–                | Catherine Tolkien 1969–                | Catherine Tolkien 1969–                | Catherine Tolkien 1969–                | Catherine Tolkien 1969–                | Catherine Tolkien 1969–                |                                      |                                      | Ruth Tolkien 1982–                   | Ruth Tolkien 1982–                   | Ruth Tolkien 1982–            | Ruth Tolkien 1982–            | Ruth Tolkien 1982–                     | Ruth Tolkien 1982–                     |                                        |                                        | Nicholas Tolkien 1990–                   | Nicholas Tolkien 1990–                   | Nicholas Tolkien 1990–                   | Nicholas Tolkien 1990–                   | Nicholas Tolkien 1990–                   | Nicholas Tolkien 1990–                   |                                |                                | Anna Tolkien 2005–             | Anna Tolkien 2005–             | Anna Tolkien 2005–             | Anna Tolkien 2005–             | Anna Tolkien 2005–  | Anna Tolkien 2005–  |                                  |                                  |                                  |                                  |                                  |                                  |                                 |                                 |                                 |                                 |                          |                          |                          |                          |                                       |                                       |                                       |                                       |                                       |                                       |                                 |                                 |                    |                    |                               |                               |                               |                               |                               |                               |     |     |                           |                           |                           |                           |                           |                           |                        |                        |                           |                           |                                    |                                    |                                    |                                    |                                    |                                    |